# Plocoglottis torana
Plocoglottis torana är en orkidéart som beskrevs av Johannes Jacobus Smith. Plocoglottis torana ingår i släktet Plocoglottis och familjen orkidéer. Inga underarter finns listade i Catalogue of Life.